# معماری و هوش مصنوعی
معماری و هوش مصنوعی (به انگلیسی: Architecture and Artificial Intelligence) فرایندی است که از توانایی الگوریتم های هوش مصنوعی مانند یادگیری ماشین و یادگیری عمیق استفاده می گردد تا داده های معماری را تحلیل، شبیه سازی، مدل سازی و بهینه سازی نماید. در واقع هوش مصنوعی در معماری کاربردی جهت افزایش سرعت، دقت و کارایی را به همراه دارد

## هوش مصنوعی در معماری
هوش مصنوعی اساساً رویکردی بر پایه داده های آماری در معماری است. فرضیات هوش مصنوعی قوانین آماری را با محاسبات کامپیوتری ترکیب کرده  که این روش می‌تواند بسیاری از نقص های معماری پارامتریک را بر طرف سازد. هوش مصنوعی به کامپیوتر اجازه می‌دهد تا پارامتر ها را از اطلاعاتی که از داده ها جمع آوری گردیده و یا به وسیله فرد استفاده کننده وارد شده ایجاد نماید. حرکت از دنیای اکتشافی(تصمیم گیری بر اساس قوانین) به دنیایی ارقام(تصمیم گیری بر اساس احتمال) گام بسیار بلندی است. 
نفوذ هوش مصنوعی در حوزه معماری  توسط تعداد اندکی از  تئوریسین ها از گذشته پیش بینی گشته بود، کسانی که پتانسیل هوش مصنوعی را برای طراحی های معماری دریافتند، البته بسیار با فاصله از الگوریتم های هوشمند. طراحی الگوریتم های هوشمند در ابتدای دهه ۸۰ میلادی مجدداً مورد توجه واقع  گردید. 
راه‌حل‌های طراحی هوش مصنوعی می‌توانند نقش مهمی در جهت کمک به طراحان برای گسترش خلاقیت خود و ایجاد ایده‌های عملی‌تر در طراحی و ایده‌پردازی در یک بازه زمانی کوتاه‌تر ایفا کنند. در حال حاضر، حتی برای معماران حرفه‌ای هم غیرمعمول نیست که به ابزارهای هوش مصنوعی در دسترس عموم مانند میدجرنی برای سرعت بخشیدن به طراحی و تولید مفهوم روی آورند. با این حال معماران باید بهترین را انتخاب کنند و آن را به صورت دستی جلا دهند. هوش مصنوعی نمی‌تواند راه حل نهایی را ایجاد کند، اما نسخه‌های زیادی را ارائه میدهد که در مراحل اولیه طراحی در زمان صرفه جویی می‌کند. با این حال، مداخله انسانی مورد نیاز است.

## تاریخچه هوش مصنوعی در معماری
معماری مدولار، طراحی محاسباتی، معماری پارامتریک و در نهایت هوش مصنوعی ۴ قدم فوق‌العاده پر جزئیات و پیچیده اما کم سرعت در تحول و گذار معماری است. ورای پیش زمینه تاریخی این تغییرات قابی برای تغییرات رادیکالی در راستای بهبود درک معماری است. داده ها و تحلیل های آنها می‌تواند موجب آگاهی و پی بردن بهتر به فضاهای طراحی شده گردیده و همچنین در پیش بینی نیاز و تجهیز فضاها نیز مورد استفاده قرار گیرند.

## انواع کاربردهای هوش مصنوعی در معماری
هوش مصنوعی در معماری برای انواع فرایندها استفاده می گردد، این فرایندها شامل؛ پژوهش، طراحی، نظارت و اجرای ساختمان ها می باشد. در واقع هوش مصنوعی در قالب نرم‌افزارهای تحلیلی و ربات های هوشمند در معماری ظاهر می گردد. 
هدف دیگر توسعه هوش مصنوعی در معماری ایجاد "سامانه معماری و هوش مصنوعی" در جهان می باشد.  

## توسعه فناوری هوش مصنوعی در صنعت معماری
فناوری هوش مصنوعی در حوزه معماری به عنوان یکی از فناوری‌های نوین و پیشرفته شناخته شده است که می‌تواند به صنعت معماری کمک بسیاری کند. برخی از فرصت‌هایی که می‌توان برای توسعه فناوری هوش مصنوعی در صنعت معماری مطرح کرد عبارتند از: 
1. بهبود تولید مدل‌های سه‌بعدی: هوش مصنوعی می‌تواند در بهبود تولید مدل‌های سه‌بعدی کمک کند. با استفاده از الگوریتم‌های هوش مصنوعی می‌توان مدل‌های سه‌بعدی را بهبود بخشید و کیفیت و دقت آن‌ها را افزایش داد.
2. بهبود پردازش داده‌ها: با استفاده از هوش مصنوعی می‌توان پردازش داده‌ها را بهبود بخشید و تحلیل دقیق‌تری از داده‌های معماری انجام داد.
3. بهینه‌سازی فرایند طراحی: هوش مصنوعی می‌تواند در بهینه‌سازی فرایند طراحی و تحلیل اطلاعات معماری کمک کند. با استفاده از الگوریتم‌های هوش مصنوعی می‌توان فرایند طراحی را بهبود بخشید و به طراحان معماری کمک کند تا طرح‌های بهتر و با کیفیت‌تری را ارائه دهند.
4. تحلیل داده‌های پایگاه داده‌های معماری: با استفاده از هوش مصنوعی می‌توان به صورت اتوماتیک از داده‌های پایگاه داده‌های معماری استفاده کرد و تحلیل‌های دقیقی از این داده‌ها ارائه داد.
5. تحلیل تأثیرات معماری: با استفاده از هوش مصنوعی می‌توان به تحلیل تأثیرات معماری در شرایط های مختلف از جمله تاثیر اقلیم بر طرح معماری پرداخت.

## هوش مصنوعی و BIM
هوش مصنوعی، به ما کمک می‌کند تا از الگوریتم‌ها و مدل‌های پیشرفته استفاده کرده و بهبود قابل توجهی در پردازش داده و تحلیل آن‌ها داشته باشیم. این روش به ما کمک می‌کند تا اطلاعات بیشتری از فضاهای ساختمانی و تأثیر آن‌ها روی کاربران و تجربه آن‌ها دریافت کنیم و در نهایت، بهبود کیفیت فضاهای طراحی شده را به دست آوریم. 
روش BIM نیز یک روش نوین در حوزه معماری است که به ما کمک می‌کند تا از طریق استفاده از یک مدل سازماندهی شده از یک ساختمان، اطلاعات بیشتری در مورد اجزای مختلف ساختمان و رابطه آن‌ها با هم دریافت کنیم. این روش به معماران و تیم‌های طراحی کمک می‌کند تا بهبود کیفیت طراحی و پایداری بیشتر ساختمان‌ها را به دست آورند. با استفاده از این دو روش نوین، می‌توان به طراحی و ساخت ساختمان‌های بیشتری با کیفیت و پایداری بیشتر دست یافت.

## رده
معماری | معماری دیجیتال | هوش مصنوعی |دانشگاه آزاد اسلامی واحد علوم و تحقیقات تهران | معماری مدرن | الگوریتمیک | ساخت و ساز